# فالز سوس تشاتيونوف
فالز سوس تشاتيونوف (بالفرنسية: Valz-sous-Châteauneuf)‏ هي بلدية تقع في فرنسا في Canton of Jumeaux.[بحاجة لمصدر] يقدر عدد سكانها بـ 55 نسمة ومساحتها 5.14 كم2 وترتفع عن سطح البحر 543 متر.